# Риџвеј (Вирџинија)
Риџвеј (енгл. Ridgeway) град је у америчкој савезној држави Вирџинија. По попису становништва из 2010. у њему је живело 742 становника.

## Демографија
Према попису становништва из 2010. у граду је живело 742 становника, што је 33 (4,3%) становника мање него 2000. године.
| Група             | 2000.       | 2010.       |
| Белци             | 611 (78,8%) | 559 (75,3%) |
| Афроамериканци    | 124 (16,0%) | 113 (15,2%) |
| Азијати           | 19 (2,5%)   | 14 (1,9%)   |
| Хиспаноамериканци | 18 (2,3%)   | 40 (5,4%)   |
| Укупно            | 775         | 742         |